# Arisa Mizuki
 (février 2022).
Si vous disposez d'ouvrages ou d'articles de référence ou si vous connaissez des sites web de qualité traitant du thème abordé ici, merci de compléter l'article en donnant les références utiles à sa vérifiabilité et en les liant à la section « Notes et références ».
Arisa Mizuki, généralement transcrit en Alisa Mizuki (観月ありさ, Mizuki Arisa) est une actrice, chanteuse et idole japonaise des années 1990 née le 5 décembre 1976 à Tokyo au Japon. Sa carrière débute dans les années 1980 en tant que mannequin enfant.
En 1991, tout en tournant de nombreuses publicités, elle entame parallèlement une carrière d'actrice de films et drama, avec des premiers rôles dès l'année suivante et de chanteuse de J-pop, avec notamment un thème de fin pour la série anime Sailor Moon (Kaze no Naka de (en)), et quelques tubes écrits par le producteur vedette de l'époque, Tetsuya Komuro (Too Shy Shy Boy! (en)).
En 2017, elle incarne Tomoko Higashikata dans le film live JoJo's Bizarre Adventure: Diamond Is Unbreakable Chapter I issu de la saga Jojo’s Bizarre Adventure.

## Discographie

### Singles
- Densetsu no Shōjo (en) (15 mai 1991)
- Eden no Machi (en) (28 août 1991)
- Kaze no Naka de (en) (21 novembre 1991)
- Too Shy Shy Boy! (en) (27 mai 1992)
- Kotoshi Ichiban Kaze no Tsuyoi Gogo (en) (12 mai 1993)
- Kimi ga Suki Dakara (en) (11 août 1993)
- Happy Wake Up! (en) (3 octobre 1994)
- Anata no Sedai e Kuchizuke o (en) (13 février 1993)
- Dakishimete! (en) (24 mai 1995)
- Don't Be Shy (en) (1er décembre 1995)
- Kaze mo Sora mo Kitto... (en) (20 avril 1996)
- Promise to Promise (en) (27 juillet 1996)
- Forever Love (en) (23 avril 1997)
- Days (en) (19 novembre 1997)
- Through the Season (en) (27 mai 1998)
- Asahi no Ataru Hashi (en) (3 février 1999)
- Eternal Message (en) (28 avril 1999)
- Break All Day! (en) (10 mai 2000)
- Megami no Mai (en) (23 août 2000)
- Hitomi no Chikara (en) (6 février 2002)
- Love Potion (en) (21 août 2002)
- Shout It Out (en) (21 mai 2003)
- Engaged (en) (6 février 2008)
- Hoshi no Hate (en) (17 août 2011)

#### Collaborations
- You Are The One (par "TK presents Konetto") (1er janvier 1997)
- Oh Darling (en) (par "Convertible") (8 juillet 1998)
- Vacation (en) (reprise de la version de Connie Francis pour le film Nurse no Oshigoto: The Movie) (24 avril 2002)
- C'est la Vie (en) (avec le groupe de rock Asian2) (28 septembre 2005)

### Albums
- Arisa (en) (4 décembre 1991)
- Arisa II: Shake Your Body for Me (en) (1er octobre 1992)
- Arisa III: Look (en) (24 décembre 1994)
- Cute (en) (21 juillet 1995)
- Innocence (en) (17 novembre 1999)
- SpeciAlisa (en) (25 mai 2011)

### Compilations
- Fiore (en) (Arisa Collection) (1er Octobre 1993)
- Kan-Juice (en) (album de remixes) (1er avril 1994)
- Arisa's Favorite: T.K. Songs (en) (27 novembre 1995)
- Fiore II (en) (Alisa Mizuki Best Song Collection) (20 décembre 1997)
- History: Alisa Mizuki Complete Single Collection (en) (10 mars 2004)

### Clips vidéo
- ARISA VIDEO CLIPS 1 (1992/2/10)
- REAL ALISA VIDEO CLIPS 2 (1997/7/23)
- HISTORY~ALISA MIZUKI SINGLE CLIP COLLECTION~ (2005/3/9)

## Filmographie

### Films
- 1991 : Chōshōjo Reiko (en) (Toho) - Reiko Kudou
- 1996 : Shichigatsu Nanoka, Hare (Toho) - Hinata Mochizuki
- 2002 : Nurse no Oshigoto: The Movie (Toho) - Izumi Asakura
- 2003 : Bokunchi (Toho) - Kanoko
- 2003 : Keep On Rockin' (Toei)
- 2005 :Tobi ga Kururi to (Toho) - Kinako Nakano
- 2009 : Baby Baby Baby! (Toei)
- 2013 : Human Trust (en)
- 2017 : JoJo's Bizarre Adventure: Diamond Is Unbreakable Chapter I - Tomoko Higashikata

### Dramas
- 1983 : Ai to Nikushimi no Kizuna
- 1988-1989 : Abunai Shōnen III (TV Tokyo) - Elle-même
- 1989 : Kyōshi Binbin Monogatari II (Fuji TV) - Elle-même
- 1991 : Mō Dare mo Aisanai (Fuji TV) - Yayoi Tashiro
- 1991 : Mahō no Natsu no Arisa (NHK)
- 1992 : Koibitotachi no Terminal (Nippon TV)
- 1992 : Hōkago (Fuji TV) - Azusa Akiyama
- 1993 : Jajauma Narashii (Fuji TV) - Natsumi Kitahara
- 1994 : Itsumo Kokoro ni Taiyō o (Tokyo Broadcasting System) - Chieko Takai
- 1995 : Help! (Fuji TV) - Nana Chigasaki
- 1995 : Shōnan Liverpool Gakuin (Fuji TV) - Rei Akazaka (épisode 1)
- 1995 : Seiya no Kiseki: Dai-issho, Eve Nante Iranai
- 1996-2014 : Nurse no Oshigoto (Fuji TV) - Izumi Asakura
- 1997 : Ichiban Taisetsu na Hito (Tokyo Broadcasting System) - Miwa Yūki
- 1998 : Boy Hunt (Fuji TV) - Riri Katase
- 1999 : Tenshi no Oshigoto (Fuji TV) - Maria Abe
- 2001 : Watashi o Ryokan ni Tsuretette (Fuji TV) - Rinko Sasano
- 2001-2004 : Yo ni mo Kimyō na Monogatari - (Fuji TV) (2 épisodes : Autumn Special Kiseki no Onna et Spring Special Koroshiya Desu no yo )
- 2003 : Diamond Girl (Fuji TV) - Reika Nanjō
- 2003 : Ashita Tenki ni Nāre. (NTV) - Hana Sakai
- 2003 : Kawa, Itsuka Umi e Muttsu no Ai no Monogatari (NHK) - Ritsuko Munekata (épisode 4)
- 2004 : Kimi ga Omoide ni Naru Mae nii (Fuji TV) - Nao Saeki
- 2005 : Koi no Karasawagi Drama Special: Mata o Kakeru Onna (NTV) - Misae Yamamoto
- 2005 - 2007 : Oniyome Nikki (Fuji TV) - Sanae Yamazaki
- 2006 : Ren'ai Shosetsu: Jūhachi no Natsu - Emiko Suō
- 2006 : CA to Oyobī! (NTV) - Sae Yamada
- 2006 : Maestro - Mizue Kamino
- 2007 : Yoshiwara Enjō (TV Asahi) - Hisano Uchida
- 2008 : Saitō-san (NTV) - Saitō Masako
- 2008 : OL Nippon (NTV) - Kanzaki Shimako
- 2008 : Nikutai no Mon (TV Asahi) - Asada Sen
- 2009 : Kochira Katsushika-ku Kameari kōen mae hashutsujo - épisode 3
- 2009 : Ohitorisama - Satomi Akiyama
- 2009–2011 : Sazae-san - Sazae Fuguta (3 épisodes spéciaux)
- 2010 : Onimasa (TV Asahi), adaptation du film de Dans l'ombre du loup (1982) - Matsue Hayashida (Matsue Kiryuin)
- 2010 : Tenshi no Wakemae - Kurumi Sakamoto
- 2011 : Hanawake no Yon-shimai - Takemi Hanawa

### Films d'animation (doublage)
- 2015 : Doraemon: Nobita's Space Heroes - Meba
- 2018 : Hôtel Transylvanie 3 : Des vacances monstrueuses - Ericka Van Helsing
- 2022 : Hôtel Transylvanie : Changements monstres - Ericka Van Helsing

### Théâtre
- 2007 : Uta no Tsubasa ni Kimi o Nose: Roxanne ni Sasageru Heine no Shi - Fumi Takeuchi

## Liens annexes
- (ja) Site officiel
- Ressources relatives à l'audiovisuel :   - AllMovie
  - Filmweb.pl
  - IMDb
- Ressources relatives à la musique :   - Discogs
  - MusicBrainz
  - VGMDb
- Notices d'autorité :   - VIAF
  - ISNI
  - GND
  - Japon
- (en) Fiche sur Jdorama